# Municipio de East Fulton
El municipio de East Fulton (en inglés: East Fulton Township) es un municipio ubicado en el condado de Callaway en el estado estadounidense de Misuri. En el año 2010 tenía una población de 10231 habitantes y una densidad poblacional de 58,92 personas por km².

## Geografía
El municipio de East Fulton se encuentra ubicado en las coordenadas 38°50′10″N 91°55′27″O / 38.83611, -91.92417. Según la Oficina del Censo de los Estados Unidos, el municipio tiene una superficie total de 173.63 km², de la cual 171.58 km² corresponden a tierra firme y (1.18%) 2.05 km² es agua.

## Demografía
Según el censo de 2010, había 10231 personas residiendo en el municipio de East Fulton. La densidad de población era de 58,92 hab./km². De los 10231 habitantes, el municipio de East Fulton estaba compuesto por el 88.19% blancos, el 8.3% eran afroamericanos, el 0.51% eran amerindios, el 0.74% eran asiáticos, el 0.01% eran isleños del Pacífico, el 0.38% eran de otras razas y el 1.87% pertenecían a dos o más razas. Del total de la población el 1.59% eran hispanos o latinos de cualquier raza.